# سلنیت (کانی)

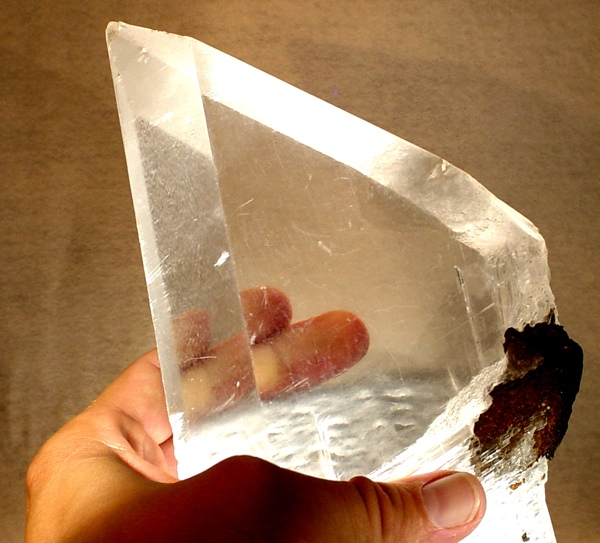
سلنیت.

سلنیت (Selenite) یک کانی شفاف، بی‌رنگ تا کم‌رنگ و نرم است که یک نوع بلورین از سنگ گچ به‌شمار می‌آید.
فرمول شیمیایی سلنیت CaSO۴·۲H۲O است.
سنگ گچ (ژیپس) یکی از عمومی‌ترین کانی‌های محیط‌های تبخیری است. این کانی اگر بی‌رنگ باشد به آن سلنیت می‌گویند و اگر به صورت توده‌ای باشد به آن رُخام گچی (آلاباستر) می‌گویند. این کانی ماکل معروفی به نام «دم پرستویی» دارد.
انواع کانی‌های سنگ گچ عبارتند از: 
۱- سلنیت: فرم شفاف و قابل تورق.
۲- ساتین اسپار (Satin Spar): فرم فیبری با جلای ابریشمی
۳-رخام گچی: فرم دانه ریز متبلور، متراکم، چرب مانند با رنگ سفید در حالت خالص و نیمه‌شفاف سنگ گچ است که در بعضی موارد، لایه‌بندی همراه است. رخام گچی قرمز رنگ همراه با ذرات ماسه گاهی شکلی از دریاچه اصطلاحاً رز صحرایی نامیده می‌شود.

## نگارخانه

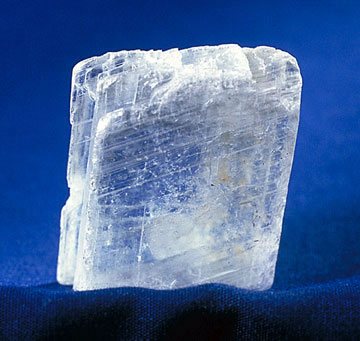